# Таратынов, Александр Михайлович
Алекса́ндр Миха́йлович Тараты́нов — советский и российский скульптор, автор множества монументальных произведений в разных странах и городах России, в том числе, скульптурной группы «Зодчие» в Александровском парке Санкт-Петербурга. Академик РАХ (2020).
Сын советского и российского скульптора, народного художника России (2004) М. В. Таратынова (1927-2008).

## Биография
А. М. Таратынов родился 13 июня 1956 года в Москве.
В 1981 году окончил Московский государственный академический художественный институт имени В. И. Сурикова (мастерская скульптуры профессора Л. Е. Кербеля).
В 1997 году становится членом-корреспондентом Российской академии художеств (отделение скульптуры).
В 2005 году получает звание Заслуженного художника Российской Федерации.
Живёт и работает в Москве и Нидерландах.

## Основные произведения

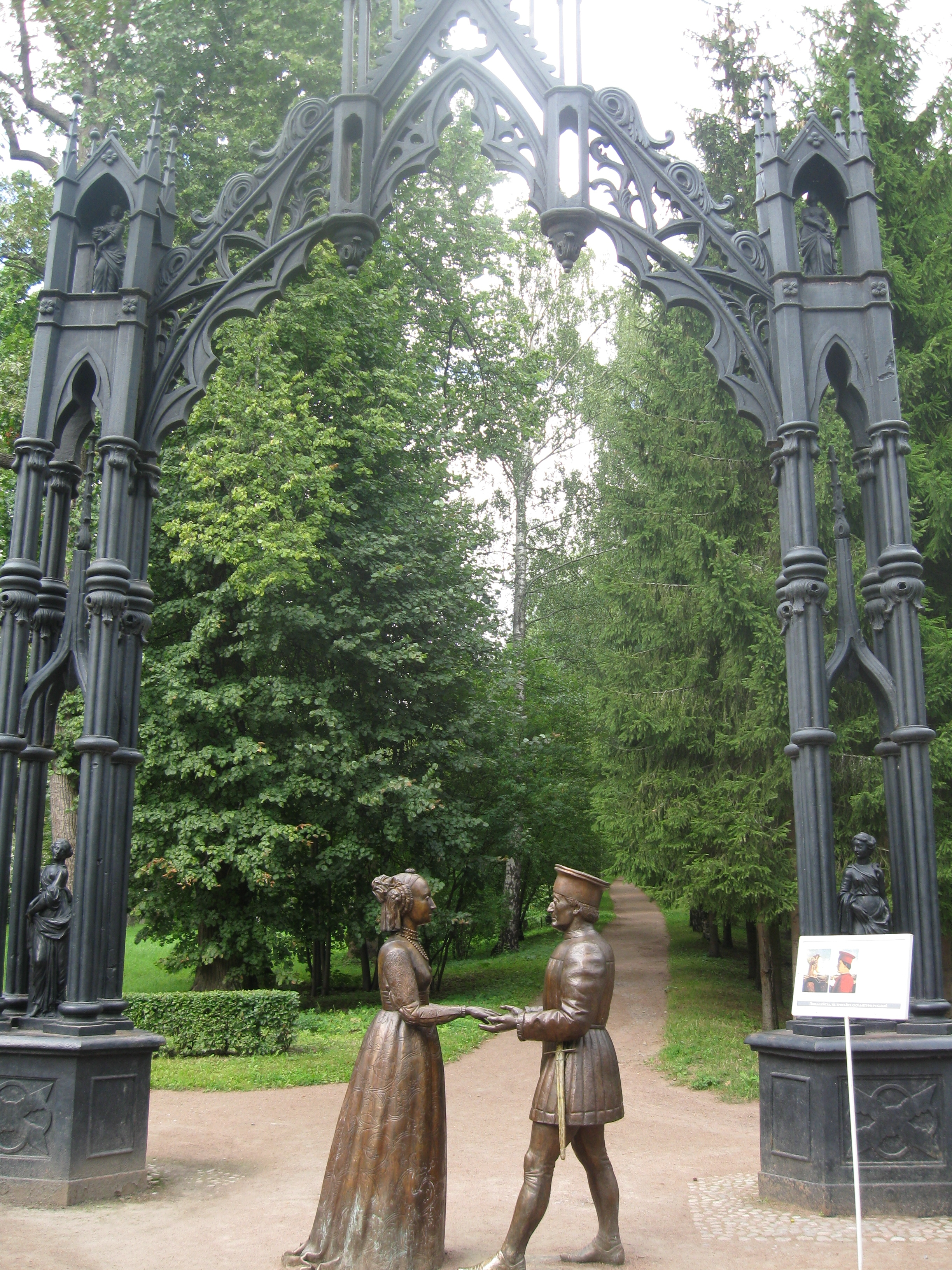
Федерико да Монтефельтро и Баттиста Сфорца с Урбинского диптиха Пьеро делла Франческа на фоне Готических ворот в Екатерининском парке Царского Села

### Скульптурные произведения в России

#### Зодчие Санкт-Петербурга
В 2011 году в Александровском парке Санкт-Петербурга была установлена скульптурная группа «Зодчие», которая является частью скульптурного комплекса, включающего в себя скульптурную группу «Мини-Петербург» и скульптуру апостола Петра (автор — Архитектурная Мастерская Трофимовых).
Композиция «Зодчие» представляет собой композицию из фигур восьми знаковых для города архитекторов — Трезини, Росси, Монферрана, Тома де Томона, Растрелли, Воронихина, Баженова и Захарова.

#### Другие произведения
- памятник народному художнику СССР Н. Н. Жукову (Елец);
- памятник композитору Т. Н. Хренникову (Елец);
- памятник И.Ткаченко (2013, Кубинка);
- памятник народному артисту СССР А. В. Александрову (2014, Москва);
- памятник народному артисту СССР А. В. Александрову (2014, Рязань);
- мемориальная доска поэту Константину Бальмонту (2013, Москва);
- мемориальный памятник М. Б. Грекову (1990, Новодевичье кладбище, Москва);
- памятник неизвестному водителю (Кобона).

### Скульптурные произведения в других странах

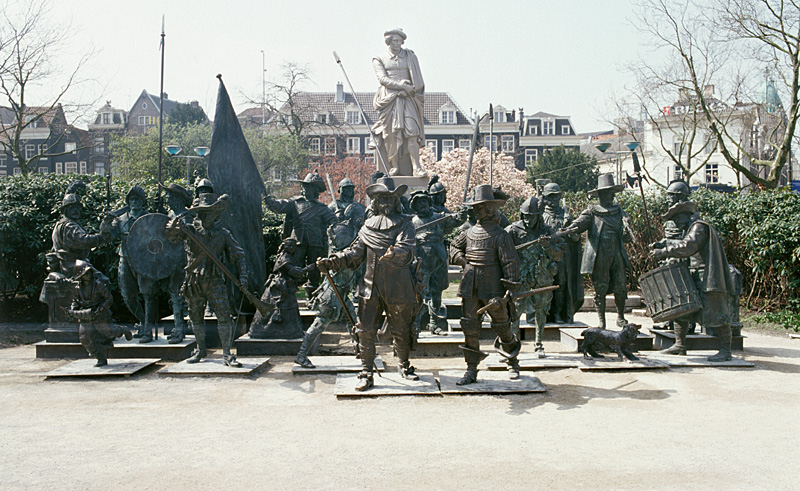
Скульптурная композиция «Ночной дозор» в Амстердаме

#### Ночной дозор
В 2006 году на площади Рембрандта, одной из центральных площадей Амстердама, была установлена скульптурная группа «Ночной дозор», выполненная Таратыновым в соавторстве со скульптором Михаилом Дроновым.
Композиция состоит из 22 бронзовых фигур героев картины Рембрандта «Ночной дозор». Размеры композиции — 15 метров в ширину, 7 в глубину и 5 метров в высоту в наивысшей точке (древко знамени). На момент представления её называли самой большой скульптурой в Нидерландах.
В 2009 году данная композиция была перевезена из Амстердама в Нью-Йорк, где находилась вплоть до 2013 года, после чего была возвращена на её изначальное местоположение на площади Рембрандта в Амстердаме. В этот период её дважды привозили в Россию, где летом 2010 года она экспонировалась во дворе Музея изобразительных искусств им. А. С. Пушкина, а в июне-октябре 2011 — в Александровском парке Санкт-Петербурга и в Ораниенбауме (город Ломоносов в составе Петродворцового района Петербурга).

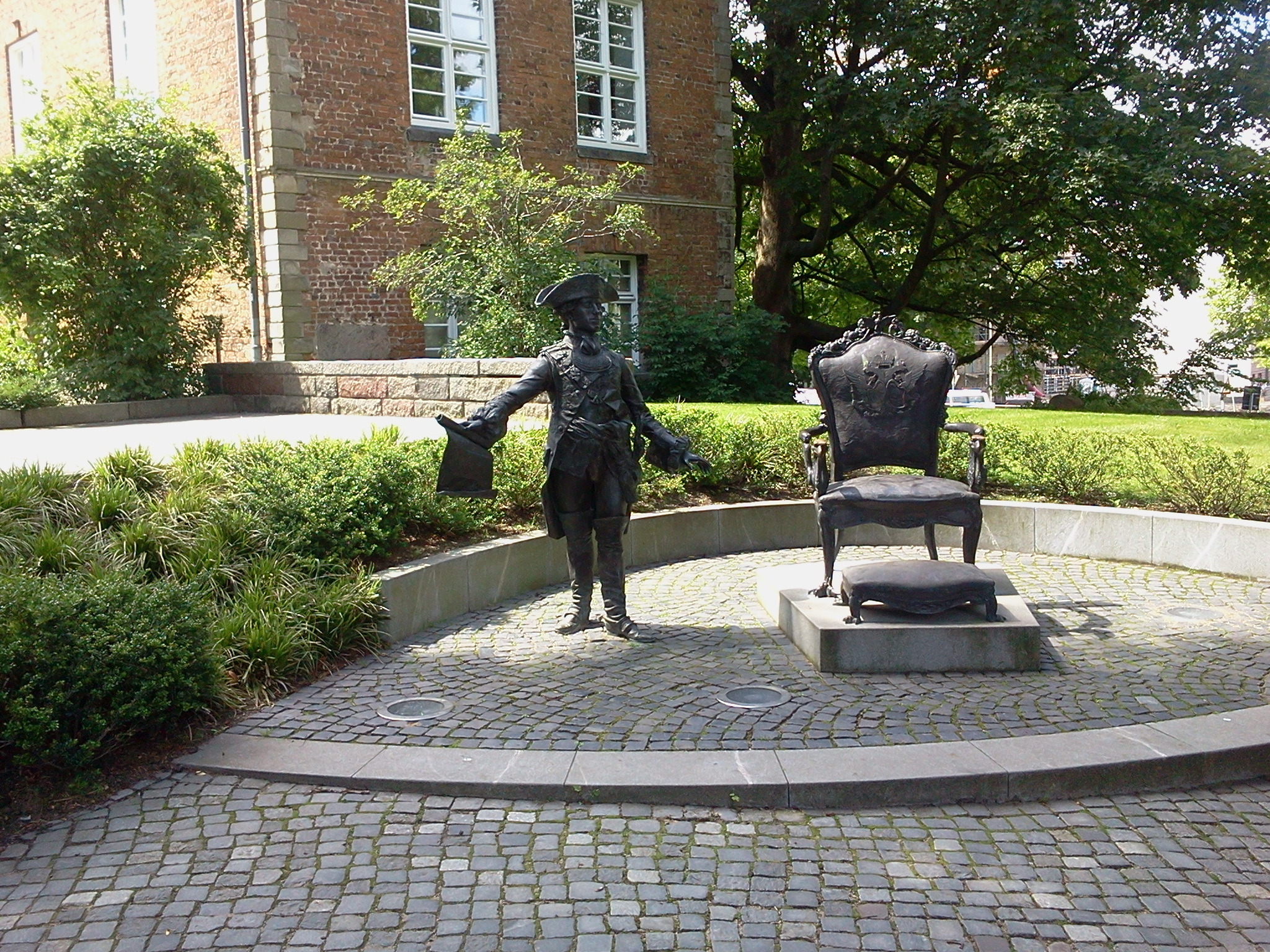
Памятник императору Петру III в Киле

#### Другие произведения
- памятник королеве Нидерландов (2000, Гаага, Нидерланды);
- памятник А. С. Пушкину (2002, Подгорица, Черногория);
- памятник императору Петру III (2014, Киль, Германия);
- памятник погибшим солдатам России 1814 года (2014, Реймс, Франция);
- памятник погибшим солдатам России 1814 года (2014, Фер-Шампенуаз, Франция);
- памятник погибшим солдатам России 1814 года (2014, Вертю, Франция).
- памятник Францу Лефорту, сподвижнику Петра Великого, — в Женеве, Щаейцария.
- памятник д’Артаньяну на месте его гибели - в Маастрихте, Нидерланды

## Награды
- Медаль «В память 850-летия Москвы» (1997);
- Диплом и серебряная медаль Российской академии художеств;
- Знак ЦК ВЛКСМ «За отличие в труде»;
- Дипломы и почетные грамоты Союза художников России.